# Robert Plant

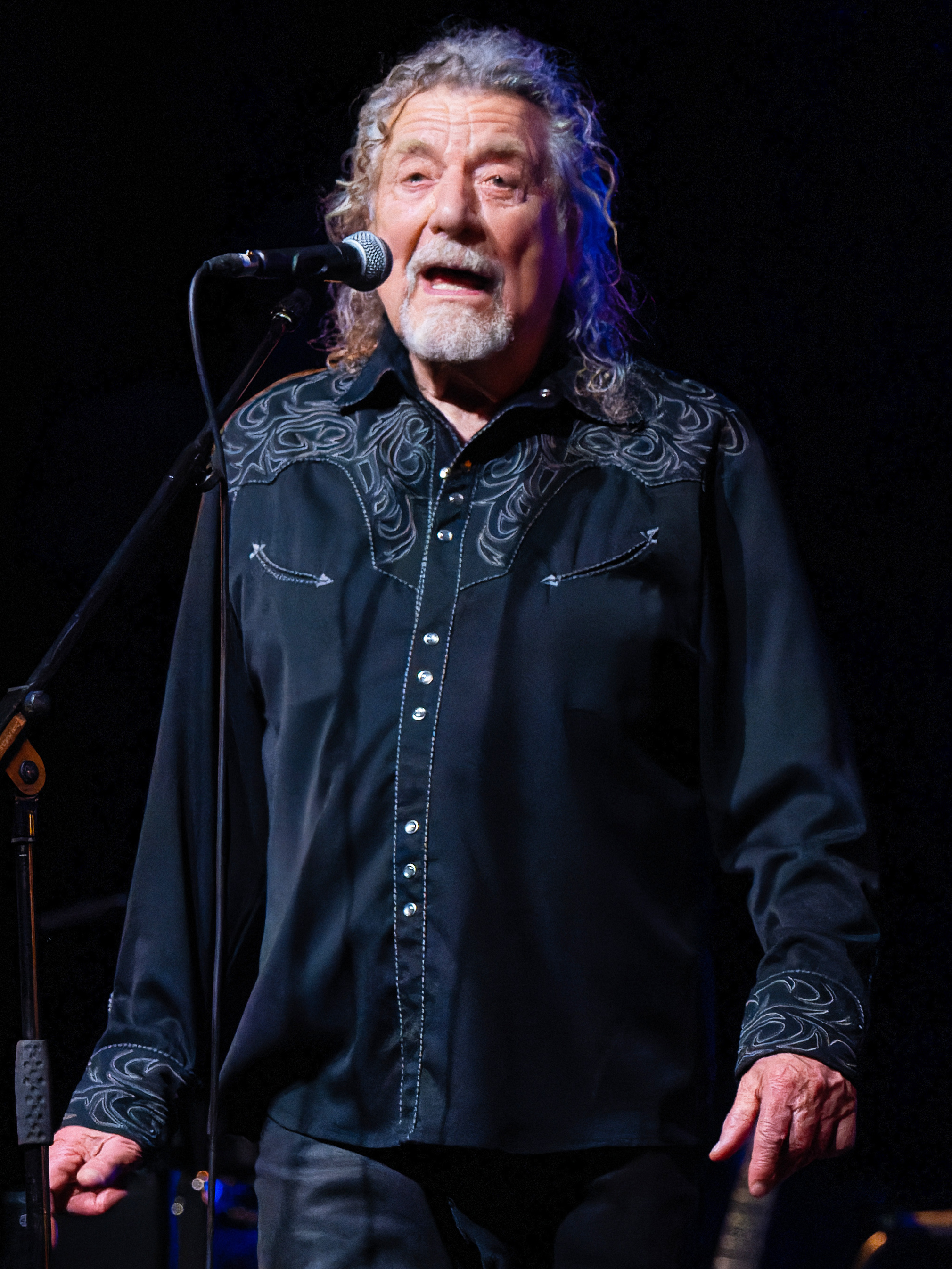
Robert Plant (2024)

Robert Anthony Plant, CBE (* 20. August 1948 in West Bromwich, Staffordshire), ist ein britischer Rockmusiker. Von der Gründung 1968 bis zur Auflösung 1980 war er Leadsänger der britischen Rockband Led Zeppelin.

## Vor Led Zeppelin
Plant stammt aus dem Black Country, einer Kohlebergbauregion westlich von Birmingham. Er wuchs im ländlichen Kidderminster auf. Sein Vater war Wasserbauingenieur.
In den Jahren 1966 und 1967 hatte Plant erste Aufnahmen für die Plattenfirma CBS mit der Band Listen. Mit der Band of Joy hat er u. a. Lieder von Jefferson Airplane, Quicksilver oder Moby Grape gecovert. Mit Alexis Korner nahm er Bluesstandards auf (eine gemeinsame Aufnahme ist z. B. Operator auf dem Album Bootleg Him von 1972).

## Led Zeppelin

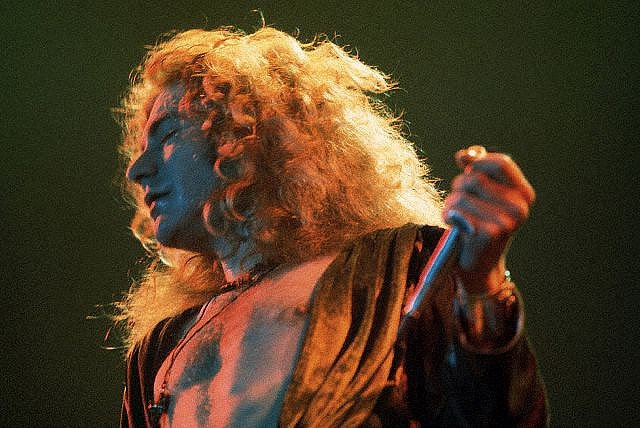
Robert Plant (1975)

Robert Plant wurde mit der Hardrock-Band Led Zeppelin (mit Jimmy Page, John Paul Jones und John Bonham) berühmt, deren Sänger er von der Gründung 1968 bis zur Auflösung 1980 war. Er schrieb die meisten Texte und wurde dabei wesentlich von der germanischen und keltischen Mythologie sowie von verschiedenen dieser mythologischen Thematik verhafteten Büchern inspiriert, u. a. denen von J. R. R. Tolkien. Beispiele sind die Texte von Ramble On, Immigrant Song, Stairway to Heaven, Misty Mountain Hop, The Rain Song, No Quarter und insbesondere The Battle of Evermore. 
Parallel zum Erfolg von Led Zeppelin wurde Robert Plant ein Vorbild für eine ganze Generation von Hardrock-Sängern, was sowohl den Gesangsstil als auch das Outfit und die Bühnenpräsenz betraf. Viele Sänger versuchten, seinen Stil zu imitieren, wie z. B. David Coverdale von Whitesnake, Bon Scott von AC/DC und David Lee Roth von Van Halen. Der Rolling Stone listete Plant 2008 auf Rang 15 der 100 größten Sänger aller Zeiten.

## Solokarriere
Plant begann 1982 eine vielseitige Solokarriere. Zuvor war eine Zusammenarbeit mit Jimmy Page sowie Chris Squire und Alan White von Yes unter dem Namen XYZ (Ex Yes Zeppelin) gescheitert, da Plant, der nach einiger Zeit dazustieß, das Song-Material für zu wenig gefühlsbetont hielt. Einige der Song-Ideen erschienen später als Bootleg und auf Alben von The Firm und Yes. 
In seinen experimentierfreudigen Musikprojekten war Plant bemüht, seiner stilistischen Bandbreite aus der Zeit mit Led Zeppelin treu zu bleiben, gleichzeitig jedoch neue Einflüsse aus den jeweils aktuellen Musikströmungen zu berücksichtigen. Dafür zog er Musiker heran wie den Gitarristen Robbie Blunt und die Schlagzeuger Cozy Powell und Phil Collins. 1984 nahm er für das Projekt The Honeydrippers auf, mit Jimmy Page, Jeff Beck und Nile Rodgers.
Mit seiner charakteristischen hohen Stimme sang Plant sowohl energetische Rocksongs, u. a. Burning Down One Side, The Way I Feel und Hurting Kind, orientalisch angehauchte Songs wie Slow Dancer, Wreckless Love und Too Loud als auch Balladen wie z. B. Big Log, Ship of Fools und Colours of a Shade. Den Song Tall Cool One vom Album Now and Zen hat er in Sampletechnik  mit Zitaten aus Led-Zeppelin-Klassikern versehen (Whole Lotta Love, Black Dog, Custard Pie und The Ocean).
1994 und 1998 veröffentlichte Robert Plant zwei Alben mit Jimmy Page, No Quarter mit neu eingespielten und arrangierten Led-Zeppelin-Songs für die Reihe MTV Unplugged sowie Walking into Clarksdale, das vornehmlich an die Folk-Blues-Tradition des Albums Led Zeppelin III und die Ethno-Rock-Tradition des Albums Physical Graffiti anknüpft und diese weiterentwickelt. Beispiele dafür sind die Songs Blue Train und Most High, weiteres siehe unter Page & Plant. 
Nach der Zusammenarbeit mit Jimmy Page setzte Plant seine Solokarriere fort. Das mit neuen Musikern eingespielte Album Dreamland enthält teilweise verfremdete Neuinterpretationen von Folk-Klassikern wie Morning Dew (Tim Rose), Song to the Siren (Tim Buckley) und Hey Joe (Billy Roberts) sowie eine Coverversion von Bob Dylans One More Cup of Coffee. Auf diesem Musikkonzept aufbauend, gründete Plant das Projekt The Priory of Brion mit der in dieser Zusammensetzung neuen Band „Strange Sensation“. Dieses zeichnet sich durch unkonventionelle Eigenkompositionen aus, indem z. B. Elemente und Sounds der Ethnomusik mit Bluesrockstrukturen eine Symbiose eingehen. Ein Beispiel ist der Song Shine It All Around vom Album Mighty Rearranger in seinen zwei Versionen. 
2007 lernte Robert Plant bei der Vorbereitung zu einem gemeinsamen Beitrag zu einem „Tribute-to-Leadbelly“-Konzert die US-amerikanische Bluegrass-Musikerin Alison Krauss kennen. Sie nahmen zusammen das Album Raising Sand auf, das im Oktober 2007 veröffentlicht und bei der Grammy-Verleihung 2009 mit fünf Grammys ausgezeichnet wurde.
2009 wurde Plant zum Commander des Order of the British Empire ernannt.
Plant war von 1968 bis 1983 mit Maureen Wilson verheiratet. Er hat vier Kinder. Sein erster Sohn Karac starb 1977 im Alter von fünf Jahren an den Folgen einer Virusinfektion. Plant lebt in der Nähe von Birmingham.
Plant spielte mit seiner neuen Band Sensational Space Shifters beim Bluesfest in der Royal Albert Hall; ein Live-Mitschnitt des zweiten Konzertes dieser Band vom Oktober 2012 erschien als Download kurz nach der Aufnahme.
Das Album Carry Fire erschien am 13. Oktober 2017. Carry Fire wurde wieder mit den Sensational Space Shifters aufgenommen. Mit dabei waren im Studio auch einige Gäste, wie zum Beispiel Chrissie Hynde, die mit Plant gemeinsam den Song Bluebirds over the Mountain singt.
Vierzehn Jahre nach Raising Sand erschien 2021 mit Raise the Roof das zweite gemeinsame Album von Plant und Alison Krauss.

## Diskografie

### Studioalben
| Jahr | Titel                            | Höchstplatzierung, Gesamtwochen, AuszeichnungChartplatzierungen (Jahr, Titel, Platzierungen, Wochen, Auszeichnungen, Anmerkungen) | Höchstplatzierung, Gesamtwochen, AuszeichnungChartplatzierungen (Jahr, Titel, Platzierungen, Wochen, Auszeichnungen, Anmerkungen) | Höchstplatzierung, Gesamtwochen, AuszeichnungChartplatzierungen (Jahr, Titel, Platzierungen, Wochen, Auszeichnungen, Anmerkungen) | Höchstplatzierung, Gesamtwochen, AuszeichnungChartplatzierungen (Jahr, Titel, Platzierungen, Wochen, Auszeichnungen, Anmerkungen) | Höchstplatzierung, Gesamtwochen, AuszeichnungChartplatzierungen (Jahr, Titel, Platzierungen, Wochen, Auszeichnungen, Anmerkungen) | Anmerkungen                                                                |
| Jahr | Titel                            | DE | AT | CH | UK | US | Anmerkungen                                                                |
| ---- | -------------------------------- | --- | --- | --- | --- | --- | -------------------------------------------------------------------------- |
| 1982 | Pictures at Eleven               | DE49 (3 Wo.)DE | — | — | UK2 Silber · (15 Wo.)UK | US5 Platin · (53 Wo.)US | Erstveröffentlichung: 25. Juni 1982                                        |
| 1983 | The Principle of Moments         | DE51 (10 Wo.)DE | — | — | UK7 Gold · (14 Wo.)UK | US8 Platin · (40 Wo.)US | Erstveröffentlichung: 15. Juli 1983                                        |
| 1985 | Shaken ’n’ Stirred               | DE57 (1 Wo.)DE | — | — | UK19 (4 Wo.)UK | US20 Gold · (19 Wo.)US | Erstveröffentlichung: 20. Mai 1985                                         |
| 1988 | Now and Zen                      | DE48 (2 Wo.)DE | — | — | UK10 Gold · (7 Wo.)UK | US6 ×3Dreifachplatin · (48 Wo.)US                                                                                                 | Erstveröffentlichung: 29. Februar 1988                                     |
| 1990 | Manic Nirvana                    | DE30 (13 Wo.)DE | — | — | UK15 Silber · (9 Wo.)UK | US13 Gold · (25 Wo.)US | Erstveröffentlichung: 19. März 1990                                        |
| 1993 | Fate of Nations                  | DE56 (9 Wo.)DE | — | CH32 (2 Wo.)CH | UK6 Silber · (8 Wo.)UK | US34 Gold · (24 Wo.)US | Erstveröffentlichung: 25. Mai 1993                                         |
| 1998 | Walking into Clarksdale          | DE13 (7 Wo.)DE | AT33 (4 Wo.)AT | CH31 (5 Wo.)CH | UK3 Silber · (6 Wo.)UK | US8 Gold · (13 Wo.)US | Erstveröffentlichung: 21. April 1998 mit Jimmy Page                        |
| 2002 | Dreamland                        | DE19 (6 Wo.)DE | AT69 (1 Wo.)AT | CH74 (3 Wo.)CH | UK20 (4 Wo.)UK | US40 (4 Wo.)US | Erstveröffentlichung: 16. Juli 2002 mit The Strange Sensation              |
| 2005 | Mighty ReArranger                | DE25 (5 Wo.)DE | — | CH47 (5 Wo.)CH | UK4 Silber · (7 Wo.)UK | US22 (6 Wo.)US | Erstveröffentlichung: 25. April 2005 mit The Strange Sensation             |
| 2007 | Raising Sand                     | DE28 (10 Wo.)DE | AT31 (3 Wo.)AT | CH33 (17 Wo.)CH | UK2 ×2Doppelplatin · (63 Wo.)UK                                                                                                   | US2 Platin · (72 Wo.)US | Erstveröffentlichung: 23. Oktober 2007 mit Alison Krauss                   |
| 2010 | Band of Joy                      | DE13 (6 Wo.)DE | AT21 (5 Wo.)AT | CH13 (5 Wo.)CH | UK3 Gold · (16 Wo.)UK | US5 (16 Wo.)US | Erstveröffentlichung: 14. September 2010 mit Band of Joy                   |
| 2014 | Lullaby and … The Ceaseless Roar | DE10 (5 Wo.)DE | AT11 (4 Wo.)AT | CH6 (6 Wo.)CH | UK2 Gold · (15 Wo.)UK | US10 (7 Wo.)US | Erstveröffentlichung: 9. September 2014 mit The Sensational Space Shifters |
| 2017 | Carry Fire                       | DE10 (6 Wo.)DE | AT13 (4 Wo.)AT | CH7 (5 Wo.)CH | UK3 Silber · (8 Wo.)UK | US14 (4 Wo.)US | Erstveröffentlichung: 13. Oktober 2017 mit The Sensational Space Shifters  |
| 2021 | Raise the Roof                   | DE14 (7 Wo.)DE | AT11 (4 Wo.)AT | CH7 (12 Wo.)CH | UK5 Silber · (8 Wo.)UK | US7 (6 Wo.)US | Erstveröffentlichung: 19. November 2021 mit Alison Krauss                  |

grau schraffiert: keine Chartdaten aus diesem Jahr verfügbar

### Livealben
| Jahr | Titel      | Höchstplatzierung, Gesamtwochen, AuszeichnungChartplatzierungen (Jahr, Titel, Platzierungen, Wochen, Auszeichnungen, Anmerkungen) | Höchstplatzierung, Gesamtwochen, AuszeichnungChartplatzierungen (Jahr, Titel, Platzierungen, Wochen, Auszeichnungen, Anmerkungen) | Höchstplatzierung, Gesamtwochen, AuszeichnungChartplatzierungen (Jahr, Titel, Platzierungen, Wochen, Auszeichnungen, Anmerkungen) | Höchstplatzierung, Gesamtwochen, AuszeichnungChartplatzierungen (Jahr, Titel, Platzierungen, Wochen, Auszeichnungen, Anmerkungen) | Höchstplatzierung, Gesamtwochen, AuszeichnungChartplatzierungen (Jahr, Titel, Platzierungen, Wochen, Auszeichnungen, Anmerkungen) | Anmerkungen                                           |
| Jahr | Titel      | DE | AT | CH | UK | US | Anmerkungen                                           |
| ---- | ---------- | --- | --- | --- | --- | --- | ----------------------------------------------------- |
| 1994 | No Quarter | DE18 (16 Wo.)DE | AT27 (7 Wo.)AT | CH16 (11 Wo.)CH | UK7 Gold · (14 Wo.)UK | US4 Platin · (23 Wo.)US | Erstveröffentlichung: 14. Oktober 1994 mit Jimmy Page |

### Kompilationen
| Jahr | Titel                     | Höchstplatzierung, Gesamtwochen, AuszeichnungChartplatzierungen (Jahr, Titel, Platzierungen, Wochen, Auszeichnungen, Anmerkungen) | Höchstplatzierung, Gesamtwochen, AuszeichnungChartplatzierungen (Jahr, Titel, Platzierungen, Wochen, Auszeichnungen, Anmerkungen) | Höchstplatzierung, Gesamtwochen, AuszeichnungChartplatzierungen (Jahr, Titel, Platzierungen, Wochen, Auszeichnungen, Anmerkungen) | Höchstplatzierung, Gesamtwochen, AuszeichnungChartplatzierungen (Jahr, Titel, Platzierungen, Wochen, Auszeichnungen, Anmerkungen) | Höchstplatzierung, Gesamtwochen, AuszeichnungChartplatzierungen (Jahr, Titel, Platzierungen, Wochen, Auszeichnungen, Anmerkungen) | Anmerkungen                            |
| Jahr | Titel                     | DE | AT | CH | UK | US | Anmerkungen                            |
| ---- | ------------------------- | --- | --- | --- | --- | --- | -------------------------------------- |
| 2003 | Sixty Six to Timbuktu     | — | — | — | UK27 Silber · (3 Wo.)UK | US134 (1 Wo.)US | Erstveröffentlichung: 4. November 2003 |
| 2020 | Digging Deep: Subterranea | DE33 (3 Wo.)DE | AT42 (1 Wo.)AT | CH15 (4 Wo.)CH | UK33 (1 Wo.)UK | — | Erstveröffentlichung: 2. Oktober 2020  |

Weitere Kompilationen
- 1982: The Robert Plant/Led Zeppelin Special (mit Led Zeppelin, 6 LPs)
- 1990: Ten from Forty Seven
- 1995: A Songwriting Legacy (mit Jimmy Page)
- 2006: Nine Lives (Box mit 9 CDs + DVD)
- 2017: Greatest Hits (Box mit 3 CDs)

### Weitere Alben
- 1983: An Authorized 90 Minute Special (2 LPs, Promo)
- 1986: The King Biscuit Flower Hour (Promo)
- 1988: Innerview: Jim Ladd Hosts Robert Plant (mit Jim Ladd, Promo)

### Singles
| Jahr | Titel Album                                                   | Höchstplatzierung, Gesamtwochen, AuszeichnungChartplatzierungen (Jahr, Titel, Album, Platzierungen, Wochen, Auszeichnungen, Anmerkungen) | Höchstplatzierung, Gesamtwochen, AuszeichnungChartplatzierungen (Jahr, Titel, Album, Platzierungen, Wochen, Auszeichnungen, Anmerkungen) | Höchstplatzierung, Gesamtwochen, AuszeichnungChartplatzierungen (Jahr, Titel, Album, Platzierungen, Wochen, Auszeichnungen, Anmerkungen) | Höchstplatzierung, Gesamtwochen, AuszeichnungChartplatzierungen (Jahr, Titel, Album, Platzierungen, Wochen, Auszeichnungen, Anmerkungen) | Höchstplatzierung, Gesamtwochen, AuszeichnungChartplatzierungen (Jahr, Titel, Album, Platzierungen, Wochen, Auszeichnungen, Anmerkungen) | Anmerkungen                                                                           |
| Jahr | Titel Album                                                   | DE | AT | CH | UK | US | Anmerkungen                                                                           |
| ---- | ------------------------------------------------------------- | --- | --- | --- | --- | --- | ------------------------------------------------------------------------------------- |
| 1982 | Burning Down One Side Pictures at Eleven                      | — | — | — | UK73 (1 Wo.)UK | US64 (6 Wo.)US | Erstveröffentlichung: September 1982                                                  |
| 1982 | Pledge Pin Pictures at Eleven                                 | — | — | — | — | US74 (5 Wo.)US | Erstveröffentlichung: November 1982                                                   |
| 1983 | Big Log The Principle of Moments                              | — | — | — | UK11 (10 Wo.)UK | US20 (16 Wo.)US | Erstveröffentlichung: Juli 1983                                                       |
| 1983 | In the Mood The Principle of Moments                          | — | — | — | UK81 (2 Wo.)UK | US39 (12 Wo.)US | Erstveröffentlichung: November 1983                                                   |
| 1985 | Pink and Black Shaken ’n’ Stirred                             | — | — | — | UK95 (2 Wo.)UK | — | Erstveröffentlichung: April 1985                                                      |
| 1985 | Little by Little Shaken ’n’ Stirred                           | — | — | — | UK83 (2 Wo.)UK | US36 (11 Wo.)US | Erstveröffentlichung: Mai 1985                                                        |
| 1988 | Heaven Knows Now and Zen                                      | — | — | — | UK33 (5 Wo.)UK | — | Erstveröffentlichung: Januar 1988                                                     |
| 1988 | Tall Cool One Now and Zen                                     | — | — | — | UK87 (1 Wo.)UK | US25 (18 Wo.)US | Erstveröffentlichung: April 1988                                                      |
| 1988 | Ship of Fools Now and Zen                                     | — | — | — | UK76 (2 Wo.)UK | US84 (4 Wo.)US | Erstveröffentlichung: August 1988                                                     |
| 1990 | Hurting Kind (I’ve Got My Eyes on You) Manic Nirvana          | — | — | — | UK45 (3 Wo.)UK | US46 (10 Wo.)US | Erstveröffentlichung: April 1990                                                      |
| 1990 | Your Ma Said You Cried in Your Sleep Last Night Manic Nirvana | — | — | — | UK90 (1 Wo.)UK | — | Erstveröffentlichung: Juni 1990                                                       |
| 1993 | 29 Palms Fate of Nations                                      | DE73 (9 Wo.)DE | — | — | UK21 (5 Wo.)UK | — | Erstveröffentlichung: April 1993                                                      |
| 1993 | I Believe Fate of Nations                                     | — | — | — | UK64 (2 Wo.)UK | — | Erstveröffentlichung: Juni 1993                                                       |
| 1993 | If I Were a Carpenter Fate of Nations                         | — | — | — | UK63 (2 Wo.)UK | — | Erstveröffentlichung: Dezember 1993                                                   |
| 1994 | Gallows Pole (Live) No Quarter                                | — | — | — | UK35 (4 Wo.)UK | — | Erstveröffentlichung: November 1994 mit Jimmy Page                                    |
| 1998 | Most High Walking into Clarksdale                             | — | — | — | UK26 (2 Wo.)UK | — | Erstveröffentlichung: März 1998 mit Jimmy Page                                        |
| 2003 | Last Time I Saw Her Dreamland                                 | — | — | — | UK84 (1 Wo.)UK | — | Erstveröffentlichung: März 2003                                                       |
| 2005 | Shine It All Around Mighty ReArranger                         | — | — | — | UK32 (3 Wo.)UK | — | Erstveröffentlichung: Juli 2005 mit The Strange Sensation                             |
| 2014 | Do They Know It’s Christmas? –                                | DE2 Gold · (15 Wo.)DE | AT5 (9 Wo.)AT | CH5 (7 Wo.)CH | UK1 Platin · (6 Wo.)UK | US63 (1 Wo.)US | Erstveröffentlichung: 17. November 2014 Verkäufe: + 751.000; als Teil von Band Aid 30 |

Weitere Singles
- 1967: Our Song / Laughin’, Cryin’, Laughin’
- 1967: Long Time Coming
- 1982: Slow Dancer
- 1985: Too Loud
- 1985: Pink and Black
- 1985: Poco a poco (mit Fiona)
- 1993: Calling to You
- 1994: Kashmir (mit Jimmy Page)
- 1994: Battle of Evermore (mit Jimmy Page)
- 1995: Thank You (mit Jimmy Page)
- 1995: Wonderful One (mit Jimmy Page)
- 1998: Shining in the Light (mit Jimmy Page)
- 2002: Morning Dew
- 2002: Song to the Siren
- 2007: Gone, Gone, Gone (Done, Moved On) (mit Alison Krauss)
- 2007: Rich Woman (mit Alison Krauss)
- 2007: Stick with Me Baby (mit Alison Krauss)
- 2008: Raising Sand (mit Alison Krauss)
- 2017: The May Queen
- 2025: Everybody's Song

Promo-Singles
- 1983: The Principle of Moments
- 1988: The Way I Feel
- 1990: Tie Dye on the Highway
- 1990: Nirvana
- 1990: S S S & Q
- 1998: Sons of Freedom (mit Jimmy Page)
- 2002: Dreamland
- 2002: Darkness, Darkness

### Videoalben
| Jahr | Titel                                             | Höchstplatzierung, Gesamtwochen, AuszeichnungChartsChartplatzierungen (Jahr, Titel, Platzierungen, Wochen, Auszeichnungen, Anmerkungen) | Anmerkungen                                                          |
| Jahr | Titel                                             | UK | Anmerkungen                                                          |
| ---- | ------------------------------------------------- | --- | -------------------------------------------------------------------- |
| 2018 | Live at David Lynch’s Festival of Disruption 2016 | UK2 (11 Wo.)UK | Erstveröffentlichung: 9. Februar 2018 mit Sensational Space Shifters |

Weitere Videoalben
- 1988: Mumbo Jumbo (US: Gold)
- 1995: No Quarter – Unledded (mit Jimmy Page, UK: Gold, US: Platin)
- 2006: Robert Plant & the Strange Sensation
- 2012: Live on Stage
- 2012: Unplugged: Live 1993
- 2012: Live from the Artists Den (mit The Band of Joy)
- 2012: Welcome to Rockwell (mit Razorlight, Joss Stone, Tom Jones und David Gray)

## Auszeichnungen für Musikverkäufe
| Goldene Schallplatte - Australien - 1982: für das Album Pictures at Eleven - 1984: für das Album The Principle of Moments - 1994: für das Album No Quarter – Unledded - Italien - 2018: für die Single Do They Know It’s Christmas? - Japan - 1994: für das Album No Quarter – Unledded - Kanada - 1993: für das Album Fate of Nations - Neuseeland - 1993: für das Album Fate of Nations - 1995: für das Album No Quarter – Unledded - Norwegen - 2010: für das Album Band of Joy - Russland - 2008: für das Album Fate of Nations - 2008: für das Album Raising Sand | Platin-Schallplatte - Argentinien - 2005: für das Videoalbum No Quarter – Unledded - Australien - 2007: für das Videoalbum No Quarter – Unledded - Europa - 2010: für das Album Raising Sand - Irland - 2007: für das Album Raising Sand - Kanada - 1983: für das Album Pictures at Eleven - 1990: für das Album Manic Nirvana - 2008: für das Album Raising Sand - Neuseeland - 2008: für das Album Raising Sand - Schweden - 2008: für das Album Raising Sand | 2× Platin-Schallplatte - Kanada - 1994: für das Album No Quarter – Unledded - Neuseeland - 1984: für das Album The Principle of Moments |

Anmerkung: Auszeichnungen in Ländern aus den Charttabellen bzw. Chartboxen sind in ebendiesen zu finden.
| Land/RegionAuszeichnungen für Musikverkäufe (Land/Region, Auszeichnungen, Verkäufe, Quellen) | Silber     | Gold       | Platin       | Verkäufe    | Quellen                                                        |
| -------------------------------------------------------------------------------------------- | ---------- | ---------- | ------------ | ----------- | -------------------------------------------------------------- |
| Argentinien (CAPIF)                                                                          | —          | —          | Platin1      | 8.000       | capif.org.ar (Memento vom 29. August 2010 im Internet Archive) |
| Australien (ARIA)                                                                            | —          | 3× Gold3   | Platin1      | 105.000     | aria.com.au                                                    |
| Deutschland (BVMI)                                                                           | —          | Gold1      | —            | 200.000     | musikindustrie.de                                              |
| Europa (IFPI)                                                                                | —          | —          | Platin1      | (1.000.000) | ifpi.org                                                       |
| Irland (IRMA)                                                                                | —          | —          | Platin1      | 15.000      | irishcharts.ie                                                 |
| Italien (FIMI)                                                                               | —          | Gold1      | —            | 25.000      | fimi.it                                                        |
| Japan (RIAJ)                                                                                 | —          | Gold1      | —            | 100.000     | riaj.or.jp                                                     |
| Kanada (MC)                                                                                  | —          | Gold1      | 5× Platin5   | 550.000     | musiccanada.com                                                |
| Neuseeland (RMNZ)                                                                            | —          | 2× Gold2   | 3× Platin3   | 72.500      | aotearoamusiccharts.co.nz                                      |
| Norwegen (IFPI)                                                                              | —          | Gold1      | —            | 20.000      | ifpi.no (Memento vom 5. November 2012 im Internet Archive)     |
| Russland (NFPF)                                                                              | —          | 2× Gold2   | —            | 20.000      | 2m-online.ru                                                   |
| Schweden (IFPI)                                                                              | —          | —          | Platin1      | 40.000      | sverigetopplistan.se                                           |
| Vereinigte Staaten (RIAA)                                                                    | —          | 5× Gold5   | 8× Platin8   | 9.150.000   | riaa.com                                                       |
| Vereinigtes Königreich (BPI)                                                                 | 8× Silber8 | 7× Gold7   | 2× Platin2   | 2.131.000   | bpi.co.uk                                                      |
| Insgesamt                                                                                    | 8× Silber8 | 24× Gold24 | 23× Platin23 |             |                                                                |

## Auszeichnungen
Grammy
- 1998: für Most High, mit Jimmy Page – „Best Hard Rock Performance“
- 2007: für Gone Gone Gone (Done Moved On), mit Alison Krauss – „Best Pop Collaboration with Vocals“
- 2008: für Please Read the Letter, mit Alison Krauss – „Record of the Year“
- 2008: für Raising Sand, mit Alison Krauss – „Album of the Year“
- 2008: für Raising Sand, mit Alison Krauss – „Best Contemporary Folk / Americana Album“
- 2008: für Rich Woman, mit Alison Krauss – „Best Pop Collaboration with Vocals“
- 2008: für Killing the Blues, mit Alison Krauss – „Best Country Collaboration with Vocals“